# شبكرمة
الشبكرمة أو كرمة عذراء أو كرمية شبكرمية (الاسم العلمي: Ampelopsis) هي جنس من النباتات يتبع الفصيلة الكرمية من رتبة الكرميات.